# Minab
Minab (pers. میناب) – miasto w południowo-wschodnim Iranie, w ostanie Hormozgan, położone około 80 km na wschód od miasta Bandar-e Abbas. W 2010 roku liczba mieszkańców Minabu wynosiła 60 148.